# Jean-Baptiste Eyraud
Pour les articles homonymes, voir Eyraud.
Jean-Baptiste Eyraud, dit « Babar » (né à Paris en 1954), est un militant associatif français. Il est essentiellement connu pour son action pour les « mal-logés » en tant que porte-parole et fondateur de l'association Droit au logement en 1990 à la suite des incendies criminels du XXe arrondissement de Paris en 1986.

## Biographie
Né dans le quartier Saint-Germain-des-Prés et issu d'un milieu artistique, son père, Marc Eyraud, était comédien (inspecteur Ménardeau notamment), sa mère Marianne Astruc, sœur du cinéaste Alexandre, est peintre. Confié à ses grands-parents à l'âge de 5 ans, il est envoyé dans un internat à Briançon où il passe son baccalauréat. 
Il se politise à travers les enseignants de son lycée et mène au sein de l'établissement une « révolte du chauffage » pour lutter contre le froid. Ancien sympathisant maoïste ayant fait partie de la Gauche prolétarienne, il a quitté cette organisation pour défendre une approche syndicale. Après avoir enchainé des emplois saisonniers, il obtient un CAP de charpentier. Il participe à l'occupation du Larzac, à des manifestations antinucléaires et lutte contre la construction d'autoroutes dans la vallée du Briançonnais. 
Au début des années 1980, il a vécu dans des squats associatifs du XXe arrondissement de Paris. Son engagement associatif date de 1986, lors d'incendies criminels qui tuent 23 personnes à Paris. Il s'installe à la suite des incendies avec des familles sinistrées au 67 rue des Vignoles dans le 20e arrondissement de Paris, rejoignant trois ans après sa création le Comité des mal-logés dont le slogan est « Un logement décent pour tous » (ce qui est défini dans la charte du comité, comme un logement proche du lieu de travail, aux normes de confort moderne et dont le loyer n'excède pas 20 % des revenus du ménage). Opposant à Jacques Chirac, alors maire de Paris, il critique l'abrogation de la loi de 1948 encadrant les loyers privés et dénonce les rénovations urbaines de l'Est parisien visant selon lui à « évincer les couches populaires ».
En 1990, il participe à l'occupation du square de la Réunion avec 48 familles du comité des mal-logés expulsées de leurs logements. Au bout de six mois les familles finissent par être relogées.
Au même moment, sur fond de désaccords avec des membres autonomes d'extrême gauche qui s'opposent à sa démarche syndicale, il finit par quitter le Comité des mal-logés pour participer à la fondation de l'association Droit Au Logement (DAL) dont il devient le porte-parole. 
Jean Claude Amara, artiste de variété, François Breteau, avocat et conseiller parisien "les Verts", Alain Krivine, responsable de la LCR et Henri Malberg, conseiller parisien PCF, Jean Christophe Cambadelis, conseiller parisien PS, et de nombreux autres rejoindront à sa création la nouvelle association, concurrente du CML, et en deviendront ses soutiens.
Proche de l'abbé Pierre et du catholicisme social, il lutte contre les expulsions et porte la revendication de la réquisition des logements vacants.
Le 30 novembre 2015, il est avec Noël Mamère et Olivier Besancenot à l'initiative de l'Appel des 58 : « Nous manifesterons pendant l'état d'urgence »,.

## Filmographie
- Richard Puech, Jean-Baptiste Eyraud, le porte-voix des mal-logés, CAPA-TV.